# Jdanovisme artistique
Ne doit pas être confondu avec Doctrine Jdanov.
Le jdanovisme représente les conceptions politiques rigoureuses d'Andreï Jdanov, qui encadrèrent étroitement toutes les productions artistiques d'Union soviétique avant la déstalinisation, définissant de façon plus restrictive et plus exigeante le « réalisme socialiste » et tentant d'en faire une des normes politiques imposées au monde artistique, en recourant à la censure et aux vexations contre les auteurs ne s'y pliant pas.

## Durant la période stalinienne
De 1946 à 1953, le jdanovisme artistique affirme que « la littérature est nécessairement politique et engagée et légitime l’intervention du parti dans le choix des contenus des auteurs » et voulait définir une nouvelle et universelle conception de la création artistique, valable pour tous les pays socialistes, afin de transcender les buts égocentriques des créateurs par la censure totalitaire.

### Histoire

#### Le premier congrès de l'Union des écrivains soviétiques
Jdanov se fait d'abord remarquer dans les années 1930 au moment du premier congrès de l'Union des écrivains soviétiques ,, une nouvelle association qui a permis de dissoudre plusieurs autres organisations d'écrivains et d'afficher l'adhésion de l'intelligentsia à la politique de Staline. Tenu à Kharkov en 1934, le congrès s'est achevé par une résolution appelant à la lutte contre le capitalisme les écrivains du monde entier. Le premier jour, Jdanov y avait consacré un discours au rôle des écrivains, que « le camarade Staline a appelé (...) les « ingénieurs des âmes » », développant ce concept stalinien et parlant de « romantisme de nouveau type », composante incontournable du réalisme socialiste, pour fustiger « le déchaînement du mysticisme et du cléricalisme, l'engouement pour la pornographie sont caractéristiques du déclin et de la corruption de la culture bourgeoise ».
Ce congrès fondateur de l'Union des écrivains soviétiques est marqué par la présence de deux auteurs français qui se feront connaitre plus par la suite, Louis Aragon et André Malraux, seul le premier restant proche de l'URSS. Aragon s'était impliqué au PCF depuis 1931, « année charnière »  d’une purge stalinienne, l'affaire du « groupe Barbé-Celor », utilisée par le Komintern pour reprendre en main le parti français et imposer à sa tête le jeune militant ouvrier Maurice Thorez, assisté par son délégué clandestin, Eugen Fried, une éminence grise du nouveau leader qui assure ensuite « un rôle majeur dans la politique du PCF » et a de « fréquentes rencontres » avec  Louis Aragon lorsque le poète est placé en position de diriger le quotidien populaire du PCF, Ce soir, depuis sa création en 1937.
Selon les historiens, le développement des actions de Jdanovisme artistique s'effectue cependant principalement après la Seconde Guerre mondiale et il n'y aura pas d'autre appel à l'international avant la fin de 1947. Le Jdanovisme artistique est ainsi  la politique culturelle mise en œuvre en URSS en 1946 par son promoteur, Andreï Jdanov.

#### Le rapport Jdanov présenté le14 août 1946
Le 7 juin 1946 à la maison des soviets, Olechtchouk, assistant du directeur de la section d'Agitprop du Comité central du PCUS, s'attaque violemment à la politique américaine. Un peu plus tard, la section d'Agitprop continue et informe Jdanov que depuis les deux dernières années, les revues Zvezda et Léningrad ont publié des œuvres idéologiquement néfastes et artistiquement contestées, selon elle.
À la suite d'un rapport d'Andreï Jdanov présenté le 14 août 1946, mais qui ne sera traduit en français qu'en février 1948 , une résolution du comité central contre les revues Zvesda et Leningrad est votée au cours de ce même 14 août 1946. Andreï Jdanov la commente devant plusieurs assemblées réunies à Leningrad entre le 15 et le 21 août, afin de la tester et tenter de recueillir des approbations. Parmi ces réunions, celle des « activistes du PCUS » et celle de la branche locale de l'Union des écrivains, organisation fondée en 1934 pour remplacer toutes les autres du secteur. Le « rapport de Jdanov » qui est diffusé à des millions d'exemplaires à travers toute l'Union soviétique, via une brochure imprimée. La conférence qui un peu plus tard donnera naissance à la doctrine Jdanov (22-27 novembre 1947) sera par ailleurs peu diffusée, malgré l'unique compte-rendu rédigé et publié par le délégué italien Eugenio Reale.
Cette résolution d’août 1946 et le rapport qui l'ont précédé constituent une « doctrine » sommaire, qui va par la suite caractériser, au-delà de l'affaire des revues contestées par les communistes de Leningrad, ce que les historiens ont considéré comme « le début d'une reprise en main qui s'étend rapidement aux autres domaines de la création artistique », parfois dès les semaines suivantes, comme le théâtre le 26 août, pour lequel Jdanov associe écrivains et metteurs en scène, puis le cinéma le 4 septembre, « à travers Poudovkine, Eisenstein, Kozintsev, et Trauberg ». L'intervention de Jdanov « Sur la littérature » a lieu le mois suivant.

#### L'extension à la musique au début de 1948
La musique est frappée à son tour quand la pratique de Jdanov évolue vers un dirigisme encore plus moralisateur : en janvier 1948, lors d'une Conférence de l'Union des compositeurs soviétiques, il critique ses dirigeants et distingue les bons des mauvais compositeurs. Peu après, le 10 février 1948, une nouvelle résolution du comité central est votée contre l'opéra de Vano Mouradeli créé en hommage au leader bolchevique révolutionnaire Sergo Ordjonikidze le 28 septembre 1947 à Donetsk. Joseph Staline avait assisté à une représentation au Bolchoï le 5 janvier 1948, qui lui avait fortement déplu. Cette même résolution du 10 février, qui constituera la partie musique du recueil d'Andreï Jdanov sur les méfaits culturels, dénonce aussi Dmitri Chostakovitch et Prokofiev, pour leurs « tendances formalistes et antipopulaires ».

### Conséquences
Les réunions tenues au cours de l'été 1946 ont fragilisé le milieu artistique mais aussi toute la ville de Leningrad, qui les années suivantes va subir des attaques des milieux intellectuels et politiques de sa rivale Moscou. Ce climat délétère va déboucher sur l'Affaire de Léningrad, une longue série de procès emblématiques du  régime stalinien, pour de simples soupçons d'affairisme local, à l'issue de laquelle plusieurs centaines de dirigeants ont été exécutés ou internés, entre la fin des années 1940 et le début des années 1950. Des centaines de personnes sont chassées de leur emploi dans l'administration et les milieux intellectuels et plus de 2000 arrêtées parmi lesquelles aussi bien des directeurs d'usine, des scientifiques, que des professeurs d'université, des intellectuels et des conservateurs de musées, tous remplacés par des staliniens issus de l'appareil de Moscou.
L'affaire démarre en janvier 1949 pour des motifs futiles, quand des proches de Jdanov, Piotr Popkov, Alexeï Kouznetsov et Nikolaï Voznessenski, président du Gosplan, organisent une foire commerciale à Léningrad sans demander d'autorisation préalable au Kremlin avec l'espoir de subvenir aux besoins des habitants de Léningrad. Des biens et services d'autres régions d'URSS y affluent. La propagande du PCUS, sous la houlette de Malenkov, considéré à l'époque comme le collaborateur le plus proche de Staline, qui le dépêche à Léningrad en février 1949, y voit très rapidement un moyen de détourner le budget fédéral de Moscou, alors que celui de cette foire est approuvé par la commission du Plan et le gouvernement soviétique.
Les accusations, qui s'étendent à un soupçon de sympathie envers Tito et l'expérience titiste en Yougoslavie, avant la rupture Tito-Staline ou le fait de vouloir fonder un nouveau parti communiste dans la république de Russie soviétique seront relayées de façon virulente par Khrouchtchev et Lavrenti Beria, dirigeants du parti communiste puis de l'Union soviétique. Une vingtaine de personnes sont également fusillées à Moscou et plusieurs centaines de cadres du parti de la région vont disparaitre.

### Conceptions et pratiques

#### Pratiques
Le "Jdanovisme artistique" n'est pas une théorie et n'a pas été conceptualisé. Il a le plus souvent été caractérisé par les commentaires sur sa pratique et ses conséquences pour la vie culturelle. Selon Jdanov, la poétesse Anna Akhmatova était « une nonne ou une putain, ou plutôt à la fois une nonne et une putain qui marie l'indécence à la prière ».
Des critiques et historiens de la littérature furent dénoncés pour avoir suggéré que les écrivains classiques russes avaient été influencés par  Molière ou Jean-Jacques Rousseau, Lord Byron ou  Charles Dickens.
Jdanov était surtout connu pour sa critique de Dmitri Chostakovitch ou de Sergueï Eisenstein, mais des artistes, écrivains et journalistes moins connus et manquant de notoriété comme Mikhaïl Zochtchenko eurent beaucoup plus à craindre de lui et de ses agents.

#### Conceptions
Sa méthode réduisait l'intégralité du domaine culturel à des concepts positivistes et scientifiques, où chaque symbole correspondait à une valeur morale déterminée. Roland Barthes a résumé les conceptions d'Andreï Jdanov à peu près de la façon suivante : « Le vin est absolument mauvais... mais l'artiste doit rendre l'aspect positif du vin, non le vin lui-même. ».

### Déclinaisons et réactions internationales

#### La politique culturelle du PCF sous Maurice Thorez
En France, parler de "jdanovisme" au sujet de la politique culturelle du PCF en 1947-1954, permet d'utiliser un terme péjoratif, « inventé après coup pour désigner un phénomène passager et considéré en général comme aberrant ou ridicule », mais les historiens voient des convergences s'affirmer au tournant des années 1950 et un soutien entier de Louis Aragon, dès le début de ce mouvement en URSS en 1946. La direction du PCF se rapproche alors de l'idée « que n'a cessé d'avancer Aragon depuis 1934 », mais sans y parvenir avant 1947, malgré sa grande proximité avec Maurice Thorez, qui lui a confié la direction du quotidien Ce soir en 1937. Dès 1934, il estimait le réalisme socialiste transposable « hors des conditions sociales et politiques de son apparition » en Russie, où sa mise en pratique n'a cependant vraiment commencé qu'à l'été 1946. À la fin de l'année fin 47, Louis Aragon impose à la tête de l'hebdomadaire Les Lettres françaises, alors en  difficulté financière et qu'il souhaite d'une orientation moins éclectique, un homme de 25 ans dont il avait repéré une critique favorable à Elsa Triolet.
"En étroite liaison avec Aragon", Pierre Daix participe alors souvent aux réunions hebdomadaires de la commission des intellectuels, que Laurent Casanova dirige depuis septembre 1947 et à laquelle assiste aussi Jean Kanapa, à qui sera confié à l'automne 1948 une nouvelle revue, La Nouvelle Critique.
Le premier numéro comporte un article-manifeste du peintre communiste André Fougeron titré "Le peintre à son créneau" , où il pourfend les peintres abstraits, deux mois et demi après avoir défrayé la chronique de presse lors de l'ouverture du salon d'automne le 24 septembre 1948.
Ce numéro comporte aussi des invitations à «méditer» Jdanov, dans le sillage de l'éloge funèbre d'Aragon écrit début septembre, afin d'exprimer « la soumission d'une partie des intellectuels communistes » , , même si la responsabilité du "Jdanovisme artistique" sera plus tard attribuée par le poète en 1954, lors d'un épisode conflictuel, à Auguste Lecœur, l'accusant  d'avoir reproché à André Stil son évocation des hésitations des dockers en grève . En 1948, le climat, dans cette nouvelle revue est « très clairement celui d'une lutte résolue, sur tous les fronts, en faveur d'une conception très politique du réalisme ».
L'extension aux plasticiens de ce courant s'effectue sur fond de grève des mineurs de 1948, confrontés à l'automne à une répression exceptionnellement dure. Parmi « l’avant-garde » des femmes scientifiques, artistes et intellectuelles valorisée par PCF, Mireille Miailhe est invitée à dessiner des mineurs du Nord, avec "Tiens bon la rampe !", qui sera republié dans Les Lettres françaises, le 10 août 1950. Peu après, Laurent Casanova théorise un peu plus les "responsabilités de l'intellectuel communiste". La Nouvelle critique fait des allusions régulières à Jdanov, rappelant par exemple en 1950 son discours au premier congrès, à Kharkov en 1934, en présence de Louis Aragon et André Malraux, de l'Union des écrivains soviétiques, qui a permis de dissoudre plusieurs autres organisations d'écrivains, d'afficher l'adhésion de l'intelligentsia à la politique de Staline et s'est achevé par une résolution appelant les écrivains du monde entier à lutter contre le capitalisme. Le premier jour, Jdanov y avait consacré un discours au rôle des écrivains, que « le camarade Staline a appelé (...) les « ingénieurs des âmes » », développant ce concept stalinien et parlant de « romantisme de nouveau type », composante incontournable du réalisme socialiste, pour fustiger « le déchaînement du mysticisme et du cléricalisme, l'engouement pour la pornographie sont caractéristiques du déclin et de la corruption de la culture bourgeoise ».
Les premières orientations du PCF en matière d'art sont formulées dès le XIe congrès du Parti communiste français à Strasbourg du 25 au 29 juin 1947, qui a précédé de trois mois la Doctrine Jdanov proclamée le 22 septembre 1947, sous forme d'un rapport présenté à la réunion créant le Kominform. Ce rapport tentait d'analyser la redistribution des forces politiques à l'échelle mondiale pour inciter les PC « à mener entre autres actions, une résistance idéologique », un an avant la mort de Jdanov, aux théories duquel les dirigeants du PCF se réfèrent beaucoup moins qu'à leur expérience propre, pour « orienter la peinture et la littérature vers une certaine représentation de la réalité ouvrière », selon la sociologue et historienne Jeannine Verdès-Leroux. Juste après ce congrès, le projet d'une plaquette éditéepar le PCF titrée « Pourquoi je suis communiste » et diffusée à grande échelle avec des témoignages d'artistes prestigieux apparait dans une lettre du 10 juillet 1947 au peintre André Fougeron, puis, répondant à une lettre d'Auguste Lecœur du 26 février 1947 se réunit une "Assemblée Générale des artistes du PCF" le 5 mars 1948, sous la présidence de Laurent Casanova, sur l'art français contemporain.
Le Jdanovisme artistique, présent en France, est « un amalgame, à la fois rigide et fluctuant, de positions hétérogènes auxquelles on s'efforce de donner des couvertures théoriques » visant à gommer des particularités du PCF et « simplifier une réalité qui était conflictuelle ». Au même moment, en soutien à la campagne antitiste des soviétiques, des signes sont surtout adressés de Paris à Moscou que « la vigilance s'exerce envers les possibles tenants d'une voie nationale » du communisme. Jacques Duclos, numéro deux du PCF, lance les attaques contre Tito et le titisme dans L'Humanité du 1er juillet 1948, tandis que Maurice Thorez, numéro du PCF, va aussi se référer à Jdanov dans la réédition en 1949 de l'autobiographie à sa propre gloire titrée Fils du Peuple.
Dès juin 1947, Maurice Thorez avait condamné «l'esthétisme décadent des esthètes bourgeois, partisans de l'art pour l'art» en introduction du rapport commandé à Laurent Casanova, sur le thème «Il y a un art réactionnaire comme il y a une politique réactionnaire, un art d'avant-garde comme une politique d'avant-garde». Au congrès suivant du PCF à Gennevilliers en avril 1950, Thorez intervient longuement en faveur de la « peinture réaliste », et fait l'éloge du tableau d'André Fougeron, "L'assassinat de Houllier, hommage à un mineur victime de la répression", offert à Staline, que la Fédération de Paris du PCF a payé un million de francs en 1949, via une souscription, amenant l'auteur à faire peu après acte d'humilité dans un article titré "Le peintre à son créneau". Des fresques de 350 mètres carrés décorent la salle du congrès, comme "Staline au milieu de son peuple" (Boris Taslitzky) ou "La lutte des forces progressistes à travers le monde" (André Graciès) et peu après c'est un Prix Lénine décerné à un tableau représentant l'Académie des sciences de Russie qui déclenche l'ironie du quotidien Le Monde du 24 avril 1952, lorsqu'il annonçant en première page les journées d'étude des plasticiens communistes, réunis sous la présidence de Laurent Casanova, en observant que « depuis plusieurs années la querelle se prolonge », des peintres et sculpteurs ayant quitté le PCF car ils « n'approuvaient pas la valeur d'exemple donnée au néo-académisme de Fougeron » et rappelle que peu avant, André Stil s'était félicité dans La Nouvelle critique qu'enfin « le temps n'est plus où l'on pouvait compter sur les doigts d'une main les peintres comme Boris Taslitzky et Amblard, qui opposaient la recherche d'un véritable réalisme aux entreprises de démolition de la peinture inspirées du cubisme ».
Les rivalités internes à la presse du PCF jouent un rôle. Le même André Stil dans un article de L'Humanité du 19 janvier 1951 titré «Le camarade Marcenac compte les coups», reproche au critique des Lettres française sa couverture de l'exposition Fougeron en cours, car il ne parle que des paysages et «ne dit rien sur les tableaux qui sont insupportables aux ennemis des mineurs et du nouveau réalisme» , car il a appris que l'article a été écrit par Pierre Daix à la place du critique d'art et collectionneur Georges Besson. Dans La nouvelle critique de mai 1952, Stil reprend un article paru trois ans plus tôt dans France nouvelle, le 18 juin 1949, où Auguste Lecœur demandait: «Est-il plus difficile pour un homme de plume, membre du parti, d'écrire en fonction des tâches qui lui sont imparties, qu'au militant politique ou syndical de résoudre les problèmes politiques de l'heure en fonction des tâches fixées par la même orientation politique ?». André Stil y ajoute : « un grand pas sera fait quand beaucoup d'écrivains communistes répondront comme Auguste Lecœur ».
Les directives officielles, telles que présentées par des dirigeants du PCF François Billoux, Georges Cogniot, directeur de L'Humanité  ou Victor Joannès, manifestent explicitement une exigence de « contrôle de la conformité de l'art de parti », dont l'Affaire du portrait de Staline, dessiné par Picasso à sa mort n'est qu'un épisode. Selon Jeannine Verdès-Leroux, « même si une tradition bien établie le réduit à une décision aberrante d'Auguste Lecœur (...) et lui donner un caractère unique, et donc à blanchir du même coup toutes les autres interventions » cet épisode reflète leur habitude « de distribuer les éloges et les blâmes, d'indiquer les erreurs dans tous les domaines ». La nouvelle critique de février 1954 opère cependant un premier virage sur ces orientations, quand elle publie une "Note sur l'art progressiste", incluant des articles de d'André Graciés et André Mercier sur la peinture française.
Lors du XIIIe congrès du Parti communiste français, en juin 1954 à Ivry, en banlieue parisienne, qui voit Louis Aragon entrer au comité central du PCF comme titulaire, salué par le secrétaire général Maurice Thorez, de retour d'URSS, son discours sur "l'art de parti", qui combat l'ouvriérisme et l'aventurisme dans l'art, est repris par une plaquette diffusée dans tout le parti et titrée L'art de parti en France. Ce discours sera republié sous le titre « Discours d’Ivry », dans J'abats mon jeu, un ouvrage écrit par Louis Aragon en 1959.

#### La création du Congrès pour la liberté de la culture
En réaction aux excès de plus en plus nombreux et spectaculaires des différentes formes de jdanovisme artistique, ou "jdanovisme culturel", se créé lors d'un congrès à Berlin en juin 1950 un Congrès pour la liberté de la culture, qui se veut une réponse au Congrès mondial des intellectuels pour la paix de Wroclaw et au Congrès mondial des partisans de la paix de Paris, tenus respectivement en 1948 et 1949, et dont le prestige viendra de la revue Preuves, qui étaie toutes ses accusations par des documents et des précisions peu contestées, publiée à partir de mars 1951.
Le  Congrès pour la liberté de la culture réunit tous les types d’intellectuels antistaliniens : des conservateurs mais aussi membres de la gauche non communiste, présents au Titania Palace de Berlin-Ouest le 26 juin 1950 pour sa fondation, on dénombre : Franz Borkenau, Karl Jaspers, John Dewey, Ignazio Silone, James Burnham, Hugh Trevor-Roper, Arthur Schlesinger, Bertrand Russell, Ernst Reuter, Raymond Aron, Benedetto Croce, Jacques Maritain, James T. Farrell, Richard Löwenthal, Robert Montgomery, Tennessee Williams et Sidney Hook. Ernst Reuter, maire de Berlin-Ouest de 1948 à 1953, présidait le comité d'organisation, tandis que Melvin J. Lasky, citoyen américain installé en Allemagne, assurait la fonction de secrétaire général. L'un des plus remarqués est Arthur Koestler, romancier, journaliste et essayiste hongrois qui avait adhéré secrètement en 1931 au Parti communiste allemand puis été un agent du Komintern ayant effectué plusieurs séjours en Union soviétique dans les années 1930. Son œuvre a conquis une notoriété internationale depuis 1945, et il sera dans les années 1950 l'un des chefs de file de ce mouvement culturel à portée plus internationale.
Arthur Koestler sera aussi accusé de servir la propagande anticommuniste menée par les services de renseignements britanniques. Il a en effet été l’un des plus importants conseillers de l’Information Research Department lors de sa mise en place en 1948 et il révélé en 1966 que la CIA a financé secrètement le Congrès pour la liberté de la culture, dans sa politique de guerre froide culturelle par l'intermédiaire de fondations écrans, ce qui fera scandale.

#### La crise de confiance des associations d'artistes lors de l'affaire hongroise

##### Le nouveau contexte en Hongrie
Les protestations contre le "Jdanovisme artistique" s'intensifient après l'insurrection de Budapest, ou "Révolution de 1956", moment qui voit éclater la révolte populaire spontanée en république populaire de Hongrie contre le régime communiste, du 23 octobre au 10 novembre 1956, pendant 18 jours, avant que le Parti communiste de Hongrie n'appelle à la rescousse l'Union soviétique pour écraser par la force ce soulèvement. L'opposition grandit alors entre la direction PCF, qui soutient officiellement cette répression, et ses "compagnons de route" artistes, dont Picasso, Pignon et son épouse Hélène Parmelin.
La publication en juin 1956 du "rapport Khrouchtchev", qui avait filtré dès le mois de mars dans la presse américaine a contribué à nourrir la dissidence intellectuelle hongroise en exil, active autour de François Fejtö. Le choc pour les intellectuels européens d'obédience communiste sera raconté en février 1969, treize ans après l'avoir ressenti en 1956, et un an après l'écrasement d'une autre révolte populaire par l'URSS, en République tchécoslovaque, dans un article-fleuve du journal de Louis Aragon, Les Lettres françaises, qui approfondit les signaux envoyés par le poète à l'époque, où il se contente de publier Le Roman inachevé. La mention de Staline, mort trois ans plus tôt, ne figure pas dans Le Roman inachevé, mais sa présence se devine derrière le « minotaure » du « labyrinthe » évoqué dans « La nuit de Moscou », avant dernier poème de ce recueil où Aragon évoque son désenchantement face à la situation politique du communisme en URSS.
La déstalinisation encore progressive mais tonitruante voulue par le "rapport Khrouchtchev" fait émerger une sérieuse menace pour le passé des communistes et exige « un aggiornamento qu’Aragon engage avec Le Roman inachevé ». Quelques mois plus tard, il reconnait« qu’il n’y a pas de faits sur lesquels on ne puisse s’exprimer, que le silence n’arrange rien, mais je dois le dire, il ne suffit pas de rompre le silence, il faut savoir comment le rompre »,dans une lettre du 19 mars 1957 au poète et mathématicien soviétique Nikolaï Frolov.

##### Les réactions au sein de l'Union des écrivains
Des associations d'artistes et organisations issue de la Résistance intellectuelle, liées au PCF ou pas, voient alors éclater au grand jour une crise de confiance provoquée en partie aussi par la colère contre le "Jdanovisme artistique". Le Comité National des Écrivains (CNE), association issue de la Résistance, doit annuler sa vente traditionnelle prévue le 10 novembre, le dernier jour de la révolte  en Hongrie. Le communiste Louis Aragon, jusque là influent dans ce milieu, mais directement visé par les critiques contre le "jdanovisme culturel", décide de prendre le risque de justifier l’intervention soviétique en Hongrie, dans la revue Europe, mais après une période d'hésitation, seulement en mars 1957, après avoir tenté sans succès de concilier les positions antagonistes. Entre-temps il publie essentiellement, dans son journal Les Lettres françaises, des protestations d’intellectuels hongrois contre le « fascisme » et la « contre-révolution » menée par les insurgés de Budapest puis il se vante en avril 1958 à l’un de ses référents soviétiques que « l’épidémie de grippe hongroise est passée ».

## Après la mort de Staline
Après la mort de Staline en 1953, les artistes furent moins exposés à la menace du jdanovisme et la censure devint moins féroce. Le résultat de cet assouplissement fut un grand développement de la création artistique en URSS, dans le domaine de l'art abstrait et formel. Ceux-ci étaient interdits auparavant et ils devinrent alors le refuge contre la critique officielle (une œuvre que les censeurs ne comprenaient pas n'exposait plus aux représailles et n'était plus suspecte en elle-même par principe). Cependant, une dizaine d'années plus tard, lorsque la direction de Khrouchtchev, pourtant moins stricte, s'accompagna d'un retour de la censure, les artistes qui s'étaient fait un nom à l'étranger pendant ce renouveau restèrent relativement protégés par leur renommée internationale. Une étonnante double manière apparut pour ceux qui pouvaient exposer leurs œuvres et établir leur notoriété dans les pays occidentaux.